# Кинг Конг (филм из 2005)
Кинг Конг (енгл. King Kong) је епски чудовишни авантуристички филм из 2005. године режисера, сценаристе и продуцента Питера Џексона. Други је римејк истоименог филма из 1933. године, док су у главним улогама Наоми Вотс, Џек Блек, Ејдријен Броди и Енди Серкис, који кроз снимање покрета, тумачи насловну улогу. Смештен у 1933. годину, филм прати причу амбициозног режисера, који присиљава своју филмску екипу и унајмљену бродску посаду да отпутују до мистериозног Острва Лобања. Тамо, они наилазе на бизарна бића, међу којима је и легендарна огромна горила позната као Конг, коју они хватају и одводе у Њујорк.
Филм је сниман на Новом Зеланду од септембра 2004. до марта 2005. године. Буџет филма се попео са планираних 150 милиона долара на 207 милиона долара, што га је у то време учинило најскупљим филмом икад снимљеним. Изашао је у америчким и немачким биоскопима 14. децембра 2005. године и првог дана је зарадио преко 50 милиона долара. Иако је зарада била нижа од очекиване, филм је широм света зарадио 562 милиона долара, што га је учинило четвртим најуспешнијим филмом студија Universal Pictures и петим најуспешнијим филмом из 2005. године. Такође је зарадио 100 милиона долара од продаје ДВД-ова.
Филм је добио углавном позитивне критике и нашао се на неколико топ десет листи 2005. године. У филму су похваљени специјални ефекти, глума, осећај спектакла и поређење са оригиналом из 1933. године, док су неки критиковали тросатно трајање филма. Освојио је три Оскара: за најбољу монтажу звука, најбољи микс звука и најбоље визуелне ефекте. Уз филм је изашла и истоимена видео игра, која је такође била комерцијално успешна.

## Радња
Године 1933. у Њујорку, бескрупулозни редитељ Kарл Денам очајнички жели да нађе главну глумицу за свој нови филм. После случајног сусрета, наивна глумица Ен Дароу прихвата улогу и путује са Денамом и осећајним сценаристом Џеком Дрисколом на тајанствено Острво Лобања, дубоко у срцу Индијског океана. Тамо налазе сакривену и дивљу цивилизацију коју је време заборавило и која обожава застрашујућег и огромног мајмуна Kонга. Kад су ухватили Ен како би је жртвовали Kонгу, мајмун постаје опседнут њоме. Денам користи ту опседнутост како би ухватио Kонга и пребацио га у Њујорк, надајући се да ће зарадити богатство приказујући нађено створење за новац. Али кад Kонг побегне, искаљује свој бес на граду покушавајући да пронађе Ен.

## Улоге
| Глумац         | Улога                          |
| -------------- | ------------------------------ |
| Наоми Вотс     | Ен Дароу                       |
| Џек Блек       | Карл Денам                     |
| Ејдријен Броди | Џек Дрискол                    |
| Томас Кречман  | капетан Енглхорн               |
| Колин Хенкс    | Престон                        |
| Џејми Бел      | Џими                           |
| Енди Серкис    | Лампи / Конг (снимање покрета) |
| Еван Парк      | Бен Хејз                       |
| Кајл Чендлер   | Брус Бакстер                   |
| Џон Самнер     | Херб                           |
| Лобо Чен       | Чој                            |
| Крег Хол       | Мајк                           |
| Вилијам Џонсон | Мени                           |
| Марк Хедлоу    | Хари                           |
| Џед Брофи      | члан посаде                    |